# Alexandra Iwanowna Koljassewa
Alexandra Iwanowna Koljassewa (russisch Александра Ивановна Колясева, englische Transkription Aleksandra Koliaseva; * 18. August 1968 in Ischewsk, Sowjetunion) ist eine ehemalige sowjetische und später russische Radrennfahrerin.

## Sportlicher Werdegang
Seit 1989 ist Koljassewa auf internationaler Ebene aktiv. Im selben Jahr wurde sie als Mitglied der sowjetischen Teams Zweite des Giro d’Italia Femminile. Auch in den folgenden Jahren kam sie bei verschiedenen Rundfahrten unter die Top 10 der Gesamtwertung, 1995 gewann sie die Gesamtwertung des Masters Féminin, 1996 der Tour de l’Aude Cycliste Féminin.
1992 gewann Koljassewa ihre erste Medaille bei den Straßenradsport-Weltmeisterschaften, als sie mit dem russischen Team die Bronzemedaille im Mannschaftszeitfahren gewann. Ein Jahr später wurde sie gemeinsam mit Swetlana Bubnenkowa, Olga Sokolowa und Walentina Polchanowa Weltmeisterin in der Disziplin, 1994 verteidigte das Team in derselben Besetzung erfolgreich den Titel. Auf nationaler Ebene wurde sie 1995 russische Meisterin im Straßenrennen.
Letztmalig wurde Koljassewa 2000 in den Ergebnislisten der UCI geführt.

## Ehrungen
- Meister des Sports Russlands internationaler Klasse
- Verdienter Meister des Sports Russlands

## Erfolge
1992
- Weltmeisterschaften – Mannschaftszeitfahren (mit Nadeschda Kibardina, Natalja Grinina und Gulnara Fatkulina)

1993
- Weltmeisterin – Mannschaftszeitfahren (mit Swetlana Bubnenkowa, Olga Sokolowa und Walentina Polchanowa)

1994
- Weltmeisterin – Mannschaftszeitfahren (mit Swetlana Bubnenkowa, Olga Sokolowa und Walentina Polchanowa)

1995
- Russische Meisterin – Straßenrennen
- Gesamtwertung Masters Féminin

1996
- Gesamtwertung Tour de l’Aude Cycliste Féminin